# Френсіс Обіквелу
Френсіс Обіквелу (англ. Francis Obiorah Obikwelu, народився 22 листопада 1978 року, Оніча) — бігун на короткі дистанції родом з Нігерії, який з 2001 року виступає під прапором Португалії.

## Біографія
В рідній Нігерії Френсіс займався футболом, але в 14 років один з тренерів його команди порадив йому спробувати себе в легкій атлетиці. Вже через два роки він представляв Нігерію на молодіжному чемпіонаті Африки і виборов срібну нагороду на дистанції 400 м.
Виступаючи за африканську країну здобув срібну та бронзову медалі чемпіонатів світу в 1997 та 1999 роках відповідно.
Його сім'я переїхала до Португалії в 1994 році. Громадянином цієї країни став 26 жовтня 2001. Новина про намір змінити громадянство облетіла весь спортивний світ в липні 2000 року. На такий крок він наважився після того, як представлючи Нігерію в австралійському Сіднеї він отримав травму коліна, натомість від місцевої федерації ніякої допомоги не дочекався. І був змушений робити операцію в Канаді власним коштом.
Життєвий шлях та досягнення в спорті Френсіса зробили його дуже популярним на новій Батьківщині. Виступаючи за Португалію він виборював нагороди на Олімпіаді в Афінах та двох чемпіонатах Європи. Багаторазовий учасник чемпіонату Португалії, рекордсмен країни. Окрім того Обіквелу належить рекорд Європи на дистанції 100 м.

## Особисті рекорди
| Дистанція | Дата            | Місто            | Час (сек.) |
| --------- | --------------- | ---------------- | ---------- |
| 100 м     | 22 серпня, 2004 | Афіни, Греція    | 9.86       |
| 200 м     | 25 серпня, 1998 | Севілья, Іспанія | 19.84      |
| 400 м     | 3 червня, 1999  | невідомо         | 46.29      |

## Зноски
1. ↑  The Star